# GigaTribe
GigaTribe (voorheen TribalWeb) is een computerprogramma dat toegang biedt tot een gesloten P2P-netwerk.  Het programma is beschikbaar voor Windows 2000 en hoger. GigaTribe werkt volgens het contactpersoon-principe: de gebruiker moet eerst andere mensen toevoegen aan zijn contactpersonen, waarna met de contactpersonen bestanden gedeeld kunnen worden. Als meerdere personen hetzelfde bestand hebben, kan er, net zoals bij veel open P2P-netwerken, van meerdere gebruikers tegelijk gedownload worden. Het programma is ook beschikbaar in het Nederlands.